# 133009 Watters
133009 Watters è un asteroide della fascia principale. Scoperto nel 2002, presenta un'orbita caratterizzata da un semiasse maggiore pari a 2,9277153 UA e da un'eccentricità di 0,0697764, inclinata di 10,77453° rispetto all'eclittica.